# Ray Romano
Raymond Albert „Ray” Romano (ur. 21 grudnia 1957 w Nowym Jorku) – amerykański aktor filmowy, telewizyjny i głosowy. Najbardziej znany jest z głównej roli w serialu Wszyscy kochają Raymonda (Everybody loves Raymond). W serialu Hannah Montana zagrał samego siebie.

## Filmografia

### Filmy
- 2002: Epoka lodowcowa jako Manfred „Manny” (głos)
- 2004: Witamy w Mooseport jako Harold „Handy” Harrison
- 2006: Epoka lodowcowa 2: Odwilż jako „Manny” (głos)
- 2009: Epoka lodowcowa 3: Era dinozaurów jako „Manny” (głos)
- 2012: Epoka lodowcowa 4: Wędrówka kontynentów jako „Manny” (głos)
- 2016: Epoka lodowcowa 5: Mocne uderzenie jako „Manny” (głos)
- 2019: Irlandczyk jako Bill Bufalino
- 2024: Zabierz mnie na Księżyc jako Henry Smalls

### Seriale TV
- 1996–2005: Wszyscy kochają Raymonda jako Raymond Barone
- 1998: Pomoc domowa jako Raymond Barone
- 1998–2005: Diabli nadali jako Raymond Barone
- 1999: Jak pan może, panie doktorze? jako Raymond Barone
- 2002: Ulica Sezamkowa w roli samego siebie
- 2005: Simpsonowie jako Ray Magini (głos)
- 2007: Dopóki śmierć nas nie rozłączy jako gość we włoskiej restauracji
- 2007: Jak obrabować Micka Jaggera w roli samego siebie
- 2008: Hannah Montana w roli samego siebie
- 2011: Biuro jako Merv Bronte
- 2011: Pępek świata jako Nicky Kohlbrenner
- 2011: Epoka lodowcowa: Mamucia gwiazdka jako Manfred „Manny” (głos)
- 2012–2015: Parenthood jako Hank Rizzoli
- 2016: Vinyl jako Zak Yankovich
- 2016: Kevin Can Wait jako Vic
- 2017–: Dorwać małego jako Rick Moreweather
- 2019: Na wylocie w roli samego siebie
- 2020: One Day at a Time jako Brian